# Damjan Marjanović
Damjan Marjanović (Máribor, 27 de junio de 1996-ibídem, 2 de agosto de 2016) fue un futbolista esloveno que jugaba en la demarcación de defensa.

## Biografía
Empezó a formarse como futbolista en 2014, con 18 años, en el NK Maribor "B", jugando en la 3. SNL. Durante un año permaneció en el club de Máribor, hasta que en la temporada 2015/16 se fue en calidad de cedido al NK Krka, disputando sus partidos en la Primera Liga de Eslovenia. Tras once partidos de liga y uno de copa, volvió al NK Maribor "B", último club en el que jugó.
El 2 de agosto de 2016 falleció en un accidente automovilístico a los 20 años de edad tras chocar contra un semáforo. En el coche también viajaban tres futbolistas más, Zoran Baljak —también fallecido—, Ljubomira Moravca y Ziga Lipušček.

## Selección nacional
Llegó a disputar con la selección de fútbol sub-17 de Eslovenia tres partidos de la segunda ronda de clasificación para el Campeonato Europeo Sub-17 de la UEFA 2013

## Clubes
| Club             | País      | Año       | Partidos | Goles |
| ---------------- | --------- | --------- | -------- | ----- |
| NK Maribor "B"   | Eslovenia | 2014-2015 |          |       |
| NK Krka (cedido) | Eslovenia | 2015-2016 | 12       | 0     |
| NK Maribor "B"   | Eslovenia | 2016      |          |       |